# Vendula Kotenová
Vendula Kotenová (* 6. listopadu 1994 Jablonec nad Nisou) je bývalá česká sáňkařka.
Ve Světovém poháru závodila v letech 2010–2014, jejím nejlepším celkovým umístěním je 35. místo v sezóně 2013/2014. Startovala na Zimních olympijských hrách 2014, kde v závodě jednotlivkyň skončila na 24. místě. Absolvovala i olympijský závod smíšených týmových štafet, v němž byla s českým družstvem devátá.